# Vitória estratégica
Uma vitória estratégica é uma vitória que traz vantagem de longo prazo ao vencedor e perturba a capacidade do inimigo de travar uma guerra. Quando os historiadores falam de uma vitória em geral, eles geralmente se referem a uma vitória estratégica. Normalmente, ela vem junto com uma vitória tática no campo que permitiu progredir ainda mais os objetivos da campanha, mas também é possível que uma derrota tática seja considerada uma vitória estratégica porque conseguiu atingir outros objetivos (por exemplo, impondo tantas baixas no lado oposto para prejudicar seu avanço, resultando em uma vitória pírrica para o inimigo).

## Exemplos
- Batalha de Antietam, Guerra Civil Americana: A batalha em si foi um empate tático, já que o Exército da Virgínia do Norte (Confederado) sob Robert E. Lee foi forçado a encerrar sua incursão no Norte, enquanto o Exército do Potomac (da União) sob George B. McClellan foi incapaz de capitalizar sua vantagem numérica para destruir o exército confederado imediatamente antes que este recuasse para a Virgínia. No entanto, a batalha proporcionou uma oportunidade para o Presidente dos Estados Unidos, Abraham Lincoln, emitir a Proclamação de Emancipação, que vinculou proeminentemente a questão da escravidão à guerra em si e tornou a perspectiva de intervenção britânica ou francesa em favor da Confederação muito mais remota, já que nenhum dos governos poderia ser visto como apoiando abertamente uma prática que ambos os países haviam banido por anos.
- Primeira Batalha do Marne, Primeira Guerra Mundial: A vitória dos Aliados conseguiu deter o avanço Alemão em direção a Paris, nos arredores orientais da cidade, e acabou com as perspectivas de uma rápida derrota da França na Frente Ocidental, resultando na frustração do Plano Schlieffen alemão e levando à guerra em duas frentes que o Plano tentava evitar.
- Batalha de Moscou, Segunda Guerra Mundial: A defesa soviética bem-sucedida de sua capital.
- Batalha do Mar de Coral, Segunda Guerra Mundial: Embora a Marinha Imperial Japonesa tenha afundado mais navios de guerra dos Aliados na batalha do que eles perderam, a planejada invasão japonesa de Porto Moresby, na Nova Guiné, e Tulagi, no sudeste das Ilhas Salomão, foi verificada e a indisponibilidade de dois porta-aviões (graças a essa batalha) que poderiam ter sido usados pela MIJ na Batalha de Midway, um mês depois, contribuiu para a vitória decisiva dos EUA nesta última, marcando o ponto alto da extensão do Império Japonês, após o qual o Japão gradualmente recuaria.
- Ofensiva do Tet, Guerra do Vietnã: Embora os Estados Unidos e o Vietnã do Sul tenham registrado vitórias táticas, pois foram capazes de repelir todos os ataques do VietCong durante a ofensiva, os ataques de alto perfil prejudicaram muito a percepção nos Estados Unidos de que os comunistas estavam sendo derrotados, pois pensava-se que o VC era incapaz de lançar tal ofensiva. O apoio público dos EUA à guerra se deteriorou e o governo dos EUA começou a reduzir seu envolvimento na guerra, bem como buscar negociações para um acordo de paz.
- Operação Flash, Guerra de Independência da Croácia: Foi uma breve ofensiva do Exército Croata (HV) conduzida contra as forças do autoproclamado proto-estado República Sérvia de Krajina (RSK) de 1 a 3 de maio de 1995. A ofensiva ocorreu nos estágios finais da Guerra de Independência da Croácia e foi o primeiro grande confronto após o cessar-fogo e os acordos de cooperação econômica assinados entre a Croácia e a RSK em 1994. A última resistência organizada da RSK cessou formalmente em 3 de maio, com a maioria das tropas se rendendo no dia seguinte perto de Pakrac, embora as operações de limpeza tenham continuado por mais duas semanas.